# 2020年—2021年中非共和國大選
2020年－2021年中非共和國大選於2020年12月27日（星期日）舉行首輪投票，選舉新一屆中非共和國總統和國民議會議員。總統選舉由爭取連任的福斯坦-阿尔尚热·图瓦德拉在首輪投票取得過半數票勝出，無需舉行次輪投票。國民議會選舉次輪投票原定於2021年2月14日舉行，但最終改為於2021年3月14日舉行。

## 總統選舉
總統選舉採用两轮选举制，有17位合資格候選人角逐，包括爭取連任的福斯坦-阿尔尚热·图瓦德拉。2020年7月，前總統弗朗索瓦·博齐泽宣佈參選12月舉行的總統選舉，但中非憲法法院於12月3日裁定博齊澤不符合參選總統資格。博齊澤一方面支持另一總統候選人前總理阿尼塞-喬治·多洛蓋萊，另一方面又呼籲人民留在家裡不要投票。
2021年1月4日公佈初步點票結果，時任總統福斯坦-阿尔尚热·图瓦德拉在首輪投票取得過半數票成功連任。
| 總統候選人                       | 政黨               | 得票    | %      |
| -------------------------------- | ------------------ | ------- | ------ |
| 福斯坦-阿尔尚热·图瓦德拉         | 團結一心運動       | 346,687 | 53.92  |
| 阿尼塞-喬治·多洛蓋萊             | 中非復興聯盟       | 135,081 | 21.01  |
| 馬丁·齊蓋萊                      | 中非人民解放運動   | 47,948  | 7.46   |
| 德西雷·科林巴                    | 中非民主聯盟       | 24,381  | 3.79   |
| 其他13位候選人合計               | 其他13位候選人合計 | 88,859  | 13.82  |
| 有效票合計                       | 有效票合計         | 642,956 | 100.00 |
| 無效票或空白票                   | 無效票或空白票     | 52,170  |        |
| 總計                             | 總計               | 695,126 |        |
| 選民人數／投票率                 | 選民人數／投票率   | 910,784 | 76.32  |
| 來源：ANE （页面存档备份，存于） |                    |         |        |

## 國民議會選舉
國民議會的140個席位由單議席選區選出，採用两轮选举制，有大約1,500位候選人角逐。
2020年12月27日首輪投票有58個選區因為安全問題未能舉行投票。2021年2月1日，中非憲法法院裁定另外13個選區因為有選舉違規而需要重新投票。
2021年3月14日，49個選區舉行國民議會選舉次輪投票，69個選區舉行首輪投票。